# أسامة العلي
أسامة موسى علي موسى هو سياسي وعسكري ودبلوماسي فلسطيني، وقيادي في حركة فتح، عضو في المجلس الوطني الفلسطيني، لواء طيار متقاعد، شغل منصب سفير فلسطين لدى الهند بين الأعوام 2003 و 2009، مُقيم في عمان.